# Luis Franco (Autor)
Luis Franco, eigentlich Luis Leopoldo Franco (* 15. November 1898 in Belén, Provinz Catamarca; † 1. Juni 1988 in Ciudadela, Gran Buenos Aires) war ein argentinischer Schriftsteller.

## Leben
Franco entstammte einer Familie von Grundbesitzern; er war ein Sohn von Luis Antonio Franco und dessen Ehefrau Balbina Acosta. Nach seiner Schulzeit in seiner Heimatstadt ging er nach Buenos Aires um Jura zu studieren. Sofort nach Beendigung dieses Studiums kehrte er wieder nach Hause zurück.
Um 1919 absolviert Franco seinen Militärdienst, den er „größteils in der Strafzelle verbrachte“. Anschließend lebte und arbeitete Franco viele Jahre als Bauer. Während dieser Zeit wurden ihm 1948 und nochmals 1956 Lehraufträge an der Universidad de Buenos Aires angeboten, was er aber beide Male strikt ablehnte.
Seine letzten Lebensjahre verbrachte Luis Franco in einem Pflegeheim in Ciudad (Buenos Aires). Er starb am 1. Juni 1988 im Alter von 89 Jahren völlig mittellos und fand dort auch seine letzte Ruhestätte.

## Rezeption
Francos vielschichtiges Werk gilt es noch zu entdecken. Seine Lyrik zeichnet sich nach Federico de Onís durch „Frische und vitale Fülle“ aus und lässt eine gewisse Nähe zu Vergil, aber auch zu Albert Samain ahnen. Kollegen, allen voran Leopoldo Lugones und Enrique Banchs, lobten in seinen Versen den Traditionalismus.
Mit der ersten seiner drei Anthologien – Suma (1938) – verfolgte Franco aber eine hymnische Stimmung, welche an Walt Whitman erinnern lässt.
Mit seinen Werken über José María Paz, Juan Manuel de Rosas u. a. zeigt Franco sein Können als Historiograph. Auch seine Autobiografie ist in diesem Stil geschrieben und gilt als scharfe Abrechnung mit dem Peronismus.

## Ehrungen
- 1915 Premio Tucumán
- 1941 Premio Nacional de Literatura

## Werke (Auswahl)
Autobiographie
- Biografía patria. 1958.

Erzählungen
- Cuentos orejanos. 1968.
- Guitarra adentro y otros cuentos. 1971.

Essays
- Los hijos de Llastay. 1926
- América inicial. 1931.
- Hudson a caballo. 1956.
- Sarmiento y Martí. 1958.
- Revisión de los griegos. 1960.

Lyrik
- Pan. Poesías. 1937–1947. Buenos Aires 1948.
- Coplas de pueblos. 1927.
- Los trabajos y los días. 1928.
- Nocturnos. 1932.
- Canciones. 1942.

Sachbücher
- El general Paz y los dos caudillajes. 1934.
- El otro Rosas. Buenos Aires 1945.
- Antes y después de Caseros. 1954.